# Triangulum-galaxis
A Triangulum-galaxis (M33, NGC 598) mintegy hárommillió fényévre levő spirálgalaxis az Északi Háromszög (Triangulum) csillagképben. Mérete kicsinek számít szomszédaihoz – a Tejútrendszerhez és az Androméda-galaxishoz – képest, de átlagosnak mondható a legtöbb spirálgalaxissal összehasonlítva.
A Triangulum-galaxis a Lokális Csoport nevű galaxishalmaz tagja, gravitációs kapcsolatban áll az Androméda-galaxissal. A halmaz egyik apró galaxisa, az LGS 3 a Triangulum körül kering.

## Felfedezése
A galaxist valószínűleg Giovanni Battista Hodierna fedezte fel, még 1654 előtt. Charles Messier 1764. augusztus 25-én függetlenül újra felfedezte, majd katalogizálta.

## Csillagkeletkezés
A galaxis tömege 10-40 milliárd naptömeg közé tehető, melynek felét csillagközi anyag - por és gáz - alkotja. Ennek köszönhetően csillagkeletkezés aktivitása jelentős a lokális-csoport két másik spirálgalaxisáéhoz, az Androméda-galaxiséhoz és a Tejútéhoz képest. A Triangulum-galaxisban négyzetparszekenként 3,4 naptömegnyi csillag fejlődik egymilliárd év alatt, ami térfogategységre lebontva 4,5-ször több, mint az Andromeda-galaxisban. Ez a csillagkeletkezési aktivitás a teljes galaxisra vetítve évente 0,45 naptömegnyi csillag létrejöttét jelenti.

## Megfigyelése

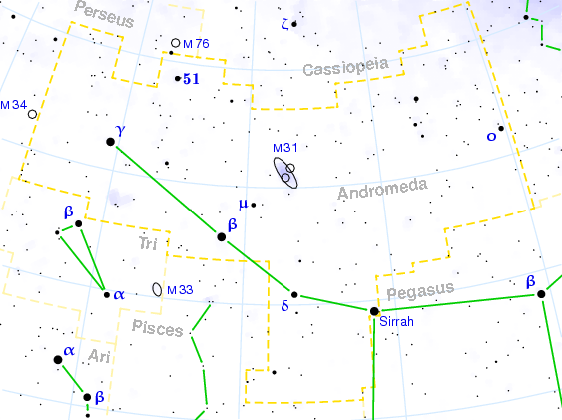
A Triangulum-galaxis (M33; a bal alsó részben) és az Andromeda csillagkép (M31; jobb oldalt középen)

Már kisebb nagyítású távcsővel látható az Andromeda és a Kos csillagkép között félúton, de jó szemmel és kivételes megfigyelési körülmények esetén akár szabad szemmel is észrevehető, ha valaki tudja, hogy hol és mit keressen. Magyarországról egész évben látható, csak áprilisban nem, mert akkor a nappali égbolton van.
- Látszólagos fényesség: 5,7m
- Látszólagos kiterjedés: 73' x 45'

## Galéria
- Az NGC 604 a Triangulum-galaxisban
- Az M33, a GALEX által ibolyántúli tartományban végzett  megfigyelése
- A galaxis infravörös megfigyelése